# Chachagüí
Chachagüí ist eine Gemeinde (municipio) im Departamento Nariño in Kolumbien. Im Jahr 2015 zählte die Gemeinde gemäß DANE 13784 Einwohner.
Auf dem Gebiet von Chachagüí liegt der Aeropuerto Antonio Nariño. Auch in Chachagüí liegt eine Freizeitanlage des Comfamiliar de Nariño: Das Centro Recreacional Un Sol para Todos hat Freibad, Kartbahn und eine Reitanlage.
Durch Chachagüí führt die Nationalstraße I-25.